# Васкулогенез
Васкулогенез являє собою процес формування кровоносних судин з ендотеліальних клітин-попередників (англ. endothelial progenitor cells, EPCs) in situ, які мігрують і зливаються з іншими ендотеліальними клітинами-попередниками в капіляри і диференціюються в клітини ендотелію, формуючи нові судини. Цей процес найактивніший у ембріональний період.
Відрізняється від процесу росту судин, ангіогенезу, який полягає в розростанні вже наявних

В ембріогенезі ссавців виділяють дві хвилі васкулогенезу — поза зародком і в самому зародку. Спочатку відбувається позаембріонний васкулогенез. Скупчення клітин-попередників у жовтковому мішку формують кров'яні острівці. З них утворюється мережа судин жовткового мішка, які живлять зародок. Ці судини можуть утворюватися не з острівців, а просто з клітин-попередників. Окремий процес васкулогенезу відбувається в алантоїсі.
Внутрішньозародковий васкулогенез починається з ендокарда та великих судин.
Оскільки ендотеліальні клітини-попередники присутні в кровоносному руслі й у кістковому мозку дорослих ссавців, часто говорять і про постембріональний васкулогенез, хоча в дорослому організмі переважно відбувається ангіогенез.